# شيلبي فوت
شيلبي فوت (إنجليزية: Shelby foote) ولد في 17 نوفمبر 1916 وتوفي في 27 يونيو 2005 كان مؤلفا أمريكيا ذائع الصيت ومؤرخا للحرب الأهلية الأمريكية.

## حياته ومهنته
ولد فوت ونشأ في جرينفيل بولاية مسيسيبي أكبر مدينة في الإقليم الزراعي دلتا مسيسيبي
التحق شيلبي بجامعة شمال كارولينا لكنه لم يتخرج قبل أنضمامه للجيش الأمريكي في عام 1940، تم تكليفه كقائد لسلاح المدفعية لكنه فقد تكليفه وطرد من الجيش في عام 1944 لاستخدامه إحدى السيارات الحكومية مخالفا التعاليم لكي يزور محبوبته (التي أصبحت فيما بعد زوجته الأولى) تجند شيلبي لاحقا في قوات مشاة البحرية الأمريكية لكنه لم ير أي واجب عسكري قتالي.
بعد خروجه من التجنيد كان شيلبي يعمل صحفيا ومع ذلك بدأ في كتابة الخيال التاريخي، معظم أعماله تدور حول فترات الحرب الأهلية الأمريكية ك «لاحقني» (1950)، «الحب في موسم جاف» (1951)، و«شيلوه» (1952) وبالرغم من أنه لم يكن واحدا من أكثر كتاب الخيال شهرة بأمريكا إلا أنه كان محبوبا من أنداده وفي مقدمتهم صديق عمره والكر بيرسي.
بالرغم من أنه لم يكمل تعليمه الجامعي أبدا أو تلقى أي تدريب كمؤرخ إلا أن قدرته على تكوين صورة واقعية دقيقة للحرب الأهلية الأمريكية، ثرية بالتفاصيل وتدخل لعقول الرجال من كلا الجانبين - دفعت محرريه في (راندوم هاوس) لدعوته لكي يكتب تاريخ موجز للحرب لإصداره في العيد المئوي للنزاع.
ألف فوت لاحقا ثلاثة مجلدات مكونة من 3000 صفحة شاملة لتاريخ الحرب الأهلية الأمريكية تحمل جميعا اسم «الحرب الأهلية: سرد» وتشمل المجلدات الثلاثة التالية:
- فورت سمتر إلى بيريفيلي (1985)
- فريدريكسبيرغ إلى ميرديان (1963)
- ريد ريفر إلى ابوماتوكس (1974)
ظهر شيلبي في فيلم كين بيرنز الوثائقي الذي أنتجته شركة PBS بعنوان «الحرب الأهلية» وكان يتحدث بحماس وارتجال وكأن الحرب كانت لا تزال مستمرة، هذا العرض جعل منه شخصا مشهورا إلى حد ما (لكنه لم يستسغ الدور خاصة بعد تزايد انتباه الجمهور مما أعطى له وقتا أقل للعمل على رواياته).

## روابط خارجية
- شيلبي فوت على موقع IMDb (الإنجليزية)
- شيلبي فوت على موقع الموسوعة البريطانية (الإنجليزية)
- شيلبي فوت على موقع ميوزك برينز (الإنجليزية)
- شيلبي فوت على موقع إن إن دي بي (الإنجليزية)
- شيلبي فوت على موقع قاعدة بيانات الفيلم (الإنجليزية)